# Ramón Iriarte
Ramón Iriarte, conocido como Cacho Iriarte, (Córdoba, 1941-2004) fue un músico y cantante argentino dedicado a la música folklórica de Argentina. Fue fundador y primera voz del destacado conjunto Los del Suquía, uno de los más representativos del folklore cordobés.

## Véase también

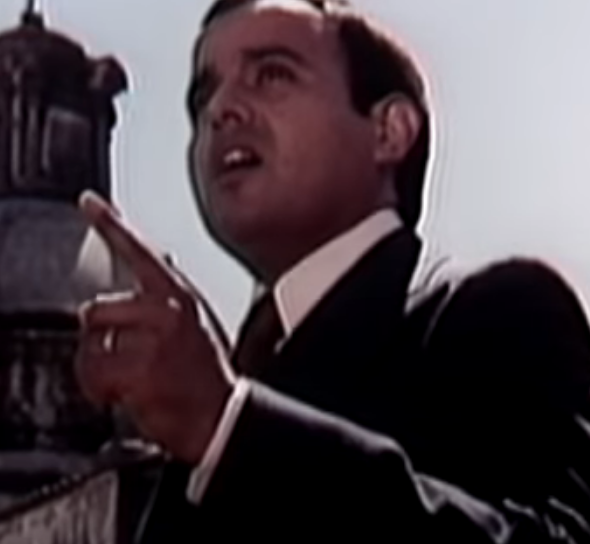
"Cacho" Iriarte en un videoclip